# Tixotropia

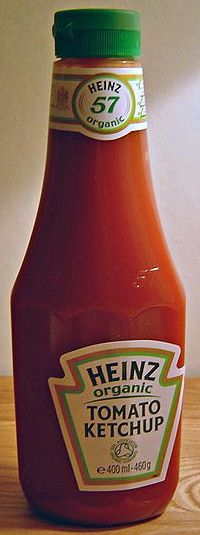
El quètxup mostra propietats tixòtropes

La tixotropia (del grec thixis, 'tocar' + tropos, 'girant, canviant') és la propietat d'alguns fluids no newtonians i pseudoplàstics que mostren un canvi en la seva viscositat en el temps; com més se sotmet el fluid a esforços de cisalla, més disminueix la seva viscositat. Un fluid tixòtrop és un fluid que tarda un temps finit en arribar a una viscositat d'equilibri quan hi ha un canvi instantani en el ritme d'esforç de cisalla.
No obstant això, no n'existeix una definició universal. El terme de vegades s'aplica als fluids pseudoplàstics que no mostren una relació viscositat/temps. És important tenir en compte la diferència entre un fluid tixòtrop i un altre pseudoplàstic. El primer mostra una disminució de la viscositat al llarg del temps a una velocitat de tall constant, mentre que l'últim mostra aquesta disminució en augmentar la velocitat de tall.
Als fluids que exhibeixen la propietat oposada, en la qual l'agitació al llarg del temps els provoca la solidificació, se'ls anomena reopèctics i, de vegades, antitixòtrops, però són molt menys comuns.

## Exemples
- Alguns gels i col·loides es consideren materials tixòtrops, ja que mostren una forma estable en repòs i es tornen fluids en ser agitats.
- Varietats modernes de recobriments alcalins, de làtex i pintures són materials en general tixòtrops que no cauen de la brotxa del pintor però es poden aplicar fàcilment i uniformement, ja que el gel es liqüefà quan s'aplica. La salsa de tomàquet és sovint tixòtropa.
- Un altre exemple d'un líquid tixòtrop és el líquid sinovial que es troba en les articulacions entre alguns ossos.

## Aplicacions
Exemples d'aplicacions per als líquids tixòtrops són l'engruiximent dels productes alimentaris i mèdics. La pasta de dents és tixòtropa, ja que permet que sigui espremuda fora del tub, però, mantenint una forma sòlida en el raspall.